# Karima Delli
Karima Delli (nascida em 4 de março de 1979 em Roubaix, Nord) é uma política francesa e membro do Parlamento Europeu eleita nas eleições europeias de 2009, eleições europeias de 2014 e nas eleições europeias de 2019 pelo círculo eleitoral de Île-de-France.

## Juventude e carreira
Filha de pais argelinos, ela cresceu em condições precárias em Tourcoing como a nona filha numa família de 13. Ela obteve um Mestrado em Estudos Avançados em Ciências Políticas no Lille IEP. Durante este período, ela conheceu a senadora verde Marie-Christine Blandin, tendo mais tarde se tornando a assistente parlamentar de Blandin.

## Membro do Parlamento Europeu, 2009 - presente
Delli é membro do Grupo dos Verdes/Aliança Livre Europeia. Nas eleições europeias de 2009, foi a quarta candidata da lista Europe Écologie na região Leste e foi eleita para o Parlamento Europeu. Ela é a segunda MEP francesa mais jovem, depois de Damien Abad.
Além das suas atribuições nas comissões, Delli tem sido membro das delegações do parlamento para as relações com a Índia (2009-2019) e a China (desde 2019). Ela também é membro do Intergrupo do Parlamento Europeu sobre Pobreza Extrema e Direitos Humanos, o Intergrupo do Parlamento Europeu sobre Direitos LGBT. e o Intergrupo URBAN.
Ao apoiar a ZAD (Zona de Defesa) contra uma rodovia perto de Estrasburgo em 2018, Delli foi pulverizada no rosto e na boca com gás lacrimogêneo pela polícia. Ela perdeu a consciência e não pôde comparecer às sessões parlamentares no dia seguinte. Ela disse em um comunicado que ficou chocada com a violência da polícia.

## Controvérsia
Numa carta ao presidente do Parlamento Europeu, David Sassoli, no final de 2019, Delli e Ismail Ertug pediram ao Parlamento que sancionasse Angel Dzhambazki com o fundamento de que ele fez comentários xenófobos sobre eles e, portanto, violou o código de conduta do legislativo.
 